# Szobeknoferuré
Szobeknoferuré vagy Szobeknoferu (uralkodói nevén Szobekkaré, görögösen Szkemiophrisz; ur.: kb. i. e. 1806 – i. e. 1802) az ókori egyiptomi XII. dinasztia nyolcadik, utolsó fáraója. Az első teljes bizonyossággal ismert megkoronázott női fáraó, bár korábbiak is elképzelhetőek, például a VI. dinasztia végén Neithikret, vagy az I. dinasztia végén élt Meritneith.

## Családi háttere
Feliratai mindenhol III. Amenemhat fáraóval hozzák összefüggésbe, minden bizonnyal az ő lánya volt. Manethón szerint IV. Amenemhat testvére, de erre más bizonyíték nincs; sehol nem viselte „a király testvére” címet. Sem házastársa, sem gyermeke nem ismert; nincs bizonyíték arra a feltételezésre, hogy IV. Amenemhattal házasok lettek volna. Elképzelhető, hogy nővérét, Noferuptahot szánták uralkodónak, mert neve előfordul kártusba írva, ami ebben az időben csak a fáraókat illette meg; Noferuptah azonban valószínűleg még apjuk halála előtt meghalt.

## Uralkodása
A torinói királypapirusz szerint uralkodása három évig, tíz hónapig és huszonnégy napig tartott. Nem sok emlékműve maradt, bár több szobortöredékét megtalálták, többek közt egyet Gezerben, ezen hercegnőként említik. Hozzáépített apja hawarai sírjához, melyet Hérodotosz labirintusnak nevez, és építkezett Hérakleopolisz Magnában, ahol találtak egy, a nevével ellátott hengerpecsétet (ma a British Museumban).
Uralkodásának harmadik évéből fennmaradt egy falfelirat a núbiai Kumma erődítmény falán, mely szerint a Nílus áradási vízszintje ebben az évben 1.83 méter volt.
Sírját nem azonosították teljes bizonyossággal, de lehetséges, hogy az övé egy feliratok nélküli piramiskomplexum Mazghunában, IV. Amenemhat hasonló piramiskomplexumától közvetlenül északra. Egy papirusz említ egy Szehem-Neferu nevű helyet, talán ez volt Szobeknoferuré piramisának neve.
Fennmaradt szobrai közül csak az egyiken látható az arca is, ez a Szobeknoferuré-szobor azonban a II. világháború során elveszett.

## Név, titulatúra
A fáraók titulatúrájának magyarázatát és történetét lásd az Ötelemű titulatúra szócikkben.
| G5 |

| G5 |

| ra | mr | M17 | M17 | t |

| ra | mr | M17 | M17 | t |

| ra | mr | M17 | M17 | t |

| ra | mr | M17 | M17 | t |

| G5 |

| G5 |

| ra | mr | M17 | M17 | t |

| ra | mr | M17 | M17 | t |

| ra | mr | M17 | M17 | t |

| ra | mr | M17 | M17 | t |

| G16 |

| G16 |

| G39 | t | S42 | nb · t | N16 · N16 |

| G39 | t | S42 | nb · t | N16 · N16 |

| G16 |

| G16 |

| G39 | t | S42 | nb · t | N16 · N16 |

| G39 | t | S42 | nb · t | N16 · N16 |

| G8 |

| G8 |

| Dd | t | xa · Z2 |

| Dd | t | xa · Z2 |

| G8 |

| G8 |

| Dd | t | xa · Z2 |

| Dd | t | xa · Z2 |

| M23 | L2 |

| M23 | L2 |

| ra | sbk | kA |

| ra | sbk | kA |

| ra | sbk | kA |

| ra | sbk | kA |

| ra | sbk | kA |

| ra | sbk | kA |

| ra | sbk | kA |

| ra | sbk | kA |

| M23 | L2 |

| M23 | L2 |

| ra | sbk | kA |

| ra | sbk | kA |

| ra | sbk | kA |

| ra | sbk | kA |

| ra | sbk | kA |

| ra | sbk | kA |

| ra | sbk | kA |

| ra | sbk | kA |

| G39 | N5 | \| \| |
|     |    |       |

|  |

| G39 | N5 | \| \| |
|     |    |       |

|  |

| ra | sbk | nfr | nfr | nfr |

| ra | sbk | nfr | nfr | nfr |

| ra | sbk | nfr | nfr | nfr |

| ra | sbk | nfr | nfr | nfr |

| ra | sbk | nfr | nfr | nfr |

| ra | sbk | nfr | nfr | nfr |

| ra | sbk | nfr | nfr | nfr |

| ra | sbk | nfr | nfr | nfr |

| G39 | N5 | \| \| |
|     |    |       |

|  |

| G39 | N5 | \| \| |
|     |    |       |

|  |

| ra | sbk | nfr | nfr | nfr |

| ra | sbk | nfr | nfr | nfr |

| ra | sbk | nfr | nfr | nfr |

| ra | sbk | nfr | nfr | nfr |

| ra | sbk | nfr | nfr | nfr |

| ra | sbk | nfr | nfr | nfr |

| ra | sbk | nfr | nfr | nfr |

| ra | sbk | nfr | nfr | nfr |